# Tragédia do Baldo
A Tragédia do Baldo foi o atropelamento de um bloco de carnaval na cidade de Natal, Brasil, ocorrido na madrugada de 25 de fevereiro de 1984. Provocado pelo motorista de ônibus Aluízo Batistas Farias, o atropelamento causou a morte de dezenove pessoas e ferimentos em outras doze.
O atropelamento foi provocado pelo motorista de ônibus Aluízio Farias Batista, após este saber da empresa que trabalharia além do expediente e, consequentemente com raiva, teria atropelado várias pessoas durante um bloco de carnaval. A tragédia ocorreu na parte mais baixa de uma ladeira, que é um espécie de divisão entre a avenida Coronel Estevam, no bairro do Alecrim, e a avenida Rio Branco, no bairro da Cidade Alta. Essa parte mais baixa é conhecida pela população como "Baldo" - daí o nome da tragédia. A Tragédia do Baldo contribuiu para o declínio do carnaval de rua em Natal.
O caso foi apresentado no programa Linha Direta, da Rede Globo, em 8 de dezembro de 2005.

## Caso
O atropelamento foi provocado pelo motorista de ônibus Aluízio Farias Batista, após saber que trabalharia além do expediente - sendo que faria mais uma viagem durante a madrugada para transportar membros de uma escola de samba que iriam do bairro do Alecrim para o bairro das Rocas. Segundo o processo, o motorista Aluizio Farias foi trabalhar contra vontade, apesar de, segundo o acusado, ter concordado em fazer a viagem.
Ao chegar no bairro Alecrim, com o ônibus já cheio de dirigentes da escola de samba Malandros do Samba, teria começado um desentendimento entre o motorista e os integrantes da escola de samba, devido à euforia dos integrantes dentro no ônibus. Apressados a irem embora, os passageiros começaram a puxar a campainha do ônibus, o que teria irritado o condutor do veículo. Pela denúncia, Aluízio saiu em velocidade "desabalada" (em torno de 60–70 km/h, segundo o acusado), sem respeitar os semáforos durante o percurso. Após reclamações dos passageiros, ele teria respondido: "Se tiver que morrer, morre todo mundo".
No trecho sob o Viaduto do Baldo, ao fazer a curva antes da descida, Aluízio bateu a traseira do ônibus, próximo à porta de desembarque, na lateral dianteira de um Volkswagen Fusca, que estava estacionado no canteiro. A batida mudou a trajetória do ônibus, jogando-o para cima do bloco 'Puxa-Saco', que passava naquele momento do outro lado da avenida.
O promotor José Maria Alves lembrou ainda que "após o impacto, o veículo dirigido pelo denunciado atropelou vários integrantes e acompanhantes da banda 'Puxa-Saco' que, após ligeira parada à praça Carlos Gomes, já retomava sua caminhada".
O ônibus passou pelo meio do bloco em alta velocidade, atingindo as pessoas num trecho de 86 metros, já na descida da Avenida Rio Branco. Após isso, o motorista fugiu, deu um depoimento, e fugiu novamente, e nunca mais foi encontrado. Posteriormente o Instituto Técnico-Científico de Polícia do Rio Grande do Norte (Itep) divulgou laudo indicando que o ônibus encontrava-se com seus freios em perfeita ordem.
O motorista Aluízio foi denunciado apenas em 1997, sendo condenado à revelia em 2009 a 21 anos de prisão por ter cometido dezenove homicídios. Em janeiro de 2021 um morador de rua se identificou como Aluízio e foi preso pela polícia. Após a análise de suas digitais pelo Itep, não foi confirmada sua identidade e acabou liberado.

## Consequências
- Foram 19 mortes. Entre os mortos, estavam componentes do Bloco Puxa-Saco, músicos militares e foliões acompanhantes. Além disso, 12 pessoas foram feridas gravemente, além de dezenas de pessoas feridas levemente[9].
- A tragédia também é considerada um "divisor de águas" no carnaval da cidade, já que contribuiu significativamente ao declínio do carnaval de Natal. O Carnavalesco Dickson Medeiros - diretor do bloco 'Puxa-Saco' à época - afirmou que a cidade estava passando por um período de transformação, e se o acidente não tivesse acontecido, hoje o carnaval da cidade estaria na "crista da onda". Também afirmou que era o primeiro ano em que o bloco clubista sairia às ruas.[10]